# Nicklas Sahl
Nicklas Sahl (Hadsten, 19 febbraio 1997) è un cantante danese.

## Biografia
Nicklas Sahl è salito alla ribalta nel 2019, anno in cui è stato premiato con l'MTV Europe Music Award al miglior artista danese ed è stato pubblicato l'EP d'esordio Planets, certificato platino dalla IFPI Danmark; il progetto contiene il brano doppio platino New Eyes. Nello stesso anno il cantante è stato candidato per due ulteriori Danish Music Awards.
Il suo primo album in studio, intitolato Unsolvable, è uscito nell'agosto 2020 e contiene Four Walls, certificato oro per le 45 000 unità equivalenti. All'LP ha fatto seguito il secondo disco God Save the Dream, reso disponibile per il consumo nell'agosto 2022.

## Discografia

### Album in studio
- 2020 – Unsolvable
- 2022 – God Save the Dream

### EP
- 2019 – Planets
- 2022 – Nicklas Sahl synger toppen af poppen

### Singoli
- 2018 – Hero
- 2018 – New Eyes
- 2019 – Hvis jeg kunne blive som dig
- 2019 – Four Walls
- 2020 – There for You
- 2020 – In the Window Frame
- 2021 – Careful (con Emelie Hollow)
- 2022 – Quit Sugar
- 2023 – Mercy
- 2023 – København, min ven
- 2023 – Get Me Up
- 2024 – Except Me
- 2024 – You Like Drugs
- 2024 – Restless Peace (con Ivansito)
- 2024 – Der står et lys